# Tipula (Beringotipula) rohweri
Tipula (Beringotipula) rohweri is een tweevleugelige uit de familie langpootmuggen (Tipulidae). De soort komt voor in het Nearctisch gebied.